# Kemal Kaynaş Stadyumu
Kemal Kaynas Stadyum eller Kemal Kaynas Stadyum er et stadion i det vestlige Karaman, Tyrkiet. 